# Iffigsee
Der Iffigsee ist ein Bergsee in den westlichen Berner Alpen nahe dem Berner Ferienort Lenk in der Schweiz.

## Lage
Der See liegt im hinteren Iffigtal auf 2065 m ü. M. In der Nähe des Iffigsees befinden sich der Rawilpass, ein Passübergang zum Wallis, das Wildhorn (3248 m ü. M.), die Wildhornhütte und der Tungelpass nach Lauenen.
Die Iffigenalp als Ausgangspunkt zum Iffigsee erreicht man von Lenk aus per Bus oder Privatauto. Die Wanderung von dort bis zum See dauert knapp zwei Stunden.
Der Iffigsee wird unterirdisch entwässert und speist später den Iffigbach.